# ×Elyhordeum montanense
XElyhordeum montanense là một loài thực vật có hoa trong họ Hòa thảo. Loài này được (Scribn. ex Beal) Bowden miêu tả khoa học đầu tiên năm 1967.